# Callophrys dumetorum
Callophrys dumetorum  (лат.) — вид чешуекрылых насекомых из семейства голубянок. Распространён на прибрежной Калифорнии, реже внутри штата. Обитают на холмистых берегах и на береговых дюнах, реже в местностях, где произрастают колючие кустарники. Гусеницы питаются на теле Eriogonum latifolium и Lotus scoparius и некоторых других. Бабочки питаются нектаром. Размах крыльев 25—32 мм.